# Maria Muchavo
Maria Elisa Muchavo (Maputo, 26 de julho de 1992) é uma atleta paralímpica moçambicana. Foi a primeira mulher a representar seu país nos Jogos Paralímpicos de Verão de 2012, realizados em Londres, no Reino Unido. Nos Jogos Pan-Africanos de 2011 em Maputo, conquistou a medalha de bronze nos 200 metros e na edição de 2015 conquistou a medalha de prata em Brazavile. Nos Jogos da Commonwealth de 2014 realizados em Glásgua, conquistou uma medalha de prata nos 100 metros.